# كريستيان لاسين
كريستيان لاسين (بالألمانية: Christian Lassen)‏ هو مختص في علم الهنديات ومؤرخ نرويجي وألماني، ولد في 22 أكتوبر 1800 في برغن في النرويج، وتوفي في 8 مايو 1876 في بون في ألمانيا.